# Битва за Букаву (2025)
Битва за Букаву (фр. Bataille de Bukavu; також наступ на Букаву) — операція із захоплення столиці конголезької провінції Південне Ківу між М23 і Руандою і конголезькими урядовими військами, підтриманими військами ООН і Бурунді, що почалася в лютому 2025 року.
В 2022 році М23 відновило своє існування. З березня 2022 року Руанда бере участь у конфлікті з ДР Конго. Після падіння Гоми М23 і Руанда почали просування у бік Південного Ківу.

## Хід подій
5 лютого 2025 року сили M23 захопили стратегічне шахтарське місто Ньябібве, розташоване між Гомою та Букаву. 7 лютого влада Букаву закрила навчальні заклади.
Наступ відновився на світанку 11 лютого 2025 року, коли сили M23 та Руанди взяли Іхусі та Мухонгозой. Це місце мало стратегічне значення через близькість до критично важливих об'єктів інфраструктури, розташованих приблизно за 40 кілометрів від військового аеропорту Кавуму та за 70 кілометрів від Букаву.
13 лютого 2025 року сили M23 захопили Калехе.
14 лютого 2025 року сили M23 оточили і взяли під свій контроль аеропорт Кавуму, що розташований приблизно за 30 кілометрів від Букаву. Місцеві свідки повідомили, що спостерігали відступ урядових сил із цього району під час протистояння.
Незабаром після цього повстанці M23 почали своє просування в Букаву через міські райони Багіра та Казингу, просуваючись до центру міста. Місцеві жителі задокументували рух повстанців, на відеозаписі показано їхній марш у район Багіри. Просування супроводжувалося повідомленнями про стрілянину у різних частинах міста.
До 15 лютого Букаву охопили масові грабунки, коли натовпи молоді грабували підприємства, державні установи та магазини, а багато жителів шукали притулку вдома. Деякі намагалися втекти від повстанців M23, а жінки боялися виходити на вулицю через ризик сексуального насильства. Склад Всесвітньої продовольчої програми у Букаву, де зберігалося 6800 метричних тонн гуманітарного продовольства, було пограбовано. Громадські безлади в поєднанні з повідомленнями про стрілянину по всьому місту та відсутність сил безпеки призвели до того, що багато цивільних осіб сховалися на місці, щоб уникнути небезпеки, в результаті чого багато вулиць спорожніли. ЗМІ, як повідомляється, поширили в Інтернеті, як молоді підлітки використовують вогнепальну зброю для грабування території та здирництва з мирних жителів.
16 лютого уряд ДРК повідомив, що Букаву перейшла у руки повстанців M23, які зайняли позиції в офісі регіонального губернатора. Хоча певні групи вітали їх радісними вигуками, протести спалахнули по всьому місту, особливо в околицях губернаторства, оскільки жителі нерішуче залишили свої домівки у відповідь на окупацію. Війська M23 зіткнулися з дуже незначним опором з боку збройних сил Конго; повідомлялося про кілька випадків евакуації солдатів Конго разом із цивільними. Поза межами офісу губернатора лідер M23 Бернард Махеш Б'ямунгу пообіцяв «почистити безлад, який залишився від старого режиму», і сказав натовпу громадян, що адміністрація ДРК залишила їх жити в «джунглях». Дехто з натовпу підбадьорював Б'ямунгу та закликав M23 йти маршем на Кіншасу.